# Liste der Bodendenkmale in Reeßum
In der Liste der Bodendenkmale in Reeßum sind alle Bodendenkmale der niedersächsischen Gemeinde Reeßum aufgelistet. Die Quelle ist der Denkmalatlas Niedersachsen. 
Der Stand der Liste ist der 1. Dezember 2024.
Allgemein

Reeßum im Landkreis Rotenburg (Wümme)

In den Spalten finden sich folgende Informationen des Bodendenkmales:
Lagegeographische Koordinaten
BezeichnungBezeichnung lt. Denkmalatlas
BeschreibungBeschreibung lt. Denkmalatlas
IDObjekt-ID
BildBild, ggf. zusätzlich mit Link zu weiteren Fotos im Medienarchiv Wikimedia Commons.

## Clüversborstel
| Lage                       | Bezeichnung                 | Beschreibung                                             | ID       | Bild           |
| -------------------------- | --------------------------- | -------------------------------------------------------- | -------- | -------------- |
| 53° 7′ 59″ N, 9° 13′ 57″ O | Clüversborstel 1, Burg      |                                                          | 28972822 | Weitere Bilder |
| 53° 8′ 0″ N, 9° 13′ 47″ O  | Clüversborstel 4, Grabhügel | Durchmesser ca. 12 m und Höhe ca. 1,3 m. Annähernd rund. | 28972829 | BW             |

## Reeßum
| Lage                       | Bezeichnung           | Beschreibung | ID       | Bild |
| -------------------------- | --------------------- | --- | -------- | ---- |
| 53° 8′ 18″ N, 9° 11′ 10″ O | Reessum 24, Grabhügel | Durchmesser ca. 13,5 m und Höhe ca. 0,6 m. Ebenmäßig gewölbt, abgeflacht; Rand flach auslaufend. Heute nur noch als Bodenwelle erkennbar.                                      | 28972327 | BW   |
| 53° 8′ 22″ N, 9° 11′ 7″ O  | Reessum 25, Grabhügel | Durchmesser ca. 14 m und Höhe ca. 0,6 m. Ebenmäßig gewölbt. Rand allmählich auslaufend, im Westen durch Straßengraben angeschnitten und abgetragen. Alte, flache Eintiefungen. | 28972454 | BW   |

### Taaken 1
- ID:28972560
- Grabhügelfeld mit ehemals mindestens 39 Grabhügeln und einem Urnengräberfeld. Erhalten sind vollständig oder in Resten in der Gemarkung Taaken zehn und in der Gemarkung Reeßum sieben Grabhügel mit Dm. 9 – 20 m und  H. 0,3 – 1,7 m. Die Urnengräber, die in einigen Grabhügeln als Nachbestattung und in der Nähe der Hügel gefunden wurden, datieren in die ältere vorrömische Eisenzeit.

| Lage                       | Bezeichnung                 | Beschreibung | ID       | Bild |
| -------------------------- | --------------------------- | --- | -------- | ---- |
| 53° 8′ 44″ N, 9° 12′ 33″ O | Reessum 1                   | Durchmesser ca. 12 m und Höhe ca. 0,5 m. Ebenmäßig gewölbt, flach. Rand weit auslaufend. | 28972335 | BW   |
| 53° 8′ 43″ N, 9° 12′ 35″ O | Reessum 2                   | Durchmesser ca. 20 m und Höhe ca. 1,2 m. Kuppe durch ältere Sandentnahme abgeflacht; Rand abgesetzt. Oberfläche durch viele Tierbauten uneben. Am Südwest-Rand große Sandentnahme.                                                                                          | 28972336 | BW   |
| 53° 8′ 44″ N, 9° 12′ 38″ O | Reessum 3                   | Durchmesser ca. 16 m und Höhe ca. 1 m. Ebenmäßig gewölbt, Kuppe abgeflacht. Rand bei Neuaufforstung abgepflügt; im Osten auf Feldweg auslaufend, dadurch etwas abgefahren. 1937 Reste eines Urnengrabes der älteren vorrömischen Eisenzeit als Nachbestattung festgestellt. | 28972337 | BW   |
| 53° 8′ 41″ N, 9° 12′ 35″ O | Reessum 5                   | Durchmesser ca. 16,5 m und Höhe ca. 1 m. Rand flach auslaufend, West-Rand etwas angepflügt. Sehr unebene, beschädigte Oberfläche. | 28972440 | BW   |
| 53° 8′ 42″ N, 9° 12′ 33″ O | Reessum 8                   | Durchmesser ca. 16 m und Höhe ca. 0,5 m. Ebenmäßig gewölbt. Rand flach auslaufend, teilweise durch Abpflügen abgesetzt. Bei Neuaufforstung überpflügt, daher verwaschen. Durch den West-Teil ein alter grabenartiger Einschnitt von Nord nach Süd.                          | 28972213 | BW   |
| 53° 8′ 40″ N, 9° 12′ 33″ O | Reessum 9                   | Durchmesser ca. 18 m und Höhe ca. 1,7 m. Großer, mächtiger Hügel. Rand deutlich abgesetzt, Süd-Rand etwas abgeschoben. | 28972331 | BW   |
| 53° 8′ 40″ N, 9° 12′ 34″ O | Reessum 10                  | Durchmesser ca. 14 m und Höhe ca. 1,3 m. Oberfläche abgeflacht. Rand bei Forstarbeiten etwas abgeschoben. | 28972325 | BW   |
| 53° 8′ 43″ N, 9° 12′ 36″ O | Reessum 45, Urnengräberfeld | | 28972338 | BW   |

## Schleeßel
| Lage                       | Bezeichnung              | Beschreibung | ID       | Bild |
| -------------------------- | ------------------------ | --- | -------- | ---- |
| 53° 8′ 42″ N, 9° 16′ 9″ O  | Schleessel 6, Grabhügel  | Durchmesser ca. 9 m und Höhe ca. 0,3 m. Ein wallartiger Ring zu erkennen. In der Mitte stark durch weite, alte Erdentnahme, vermutlich Raubgrabung, gestört. Der letzte erhaltene einer Gruppe von ehemals vermutlich acht Grabhügeln. | 28973067 | BW   |
| 53° 8′ 51″ N, 9° 16′ 31″ O | Schleessel 11, Grabhügel | Durchmesser ca. 12 m und Höhe ca. 0,5 m. Länglich oval, Rand auslaufend. Nördlicher Randbereich von alter Fahrspur angeschnitten. | 28973066 | BW   |

## Taaken
| Lage                       | Bezeichnung          | Beschreibung | ID       | Bild |
| -------------------------- | -------------------- | --- | -------- | ---- |
| 53° 9′ 34″ N, 9° 13′ 0″ O  | Taaken 29, Grabhügel | Durchmesser ca. 11 m und Höhe ca. 0,4 m. Ebenmäßig gewölbt, Rand wenig abgesetzt. Südöstlicher Randbereich durch Weg angeschnitten. | 28972091 | BW   |
| 53° 9′ 1″ N, 9° 14′ 20″ O  | Taaken 41, Grabhügel | Durchmesser ca. 13 m und Höhe ca. 0,6 m. Rand schwach abgesetzt. Mitte abgeflacht; uneben mit flachen Einmuldungen.                 | 28972075 | BW   |
| 53° 9′ 0″ N, 9° 14′ 21″ O  | Taaken 42, Grabhügel | Durchmesser ca. 10 m und Höhe ca. 0,6 m. Ebenmäßig gewölbt, Rand allmählich auslaufend. Sehr unebene Oberfläche.                    | 28972076 | BW   |
| 53° 8′ 57″ N, 9° 14′ 25″ O | Taaken 43, Grabhügel | Durchmesser ca. 12 m und Höhe ca. 0,5 m. Ebenmäßig und gleichmäßig gewölbt. Rand schwach auslaufend. Südwest-Rand eingedrückt.      | 28972069 | BW   |

### Taaken 1
- ID:28972560
- Grabhügelfeld mit ehemals mindestens 39 Grabhügeln und einem Urnengräberfeld. Erhalten sind vollständig oder in Resten in der Gemarkung Taaken zehn und in der Gemarkung Reeßum sieben Grabhügel mit Dm. 9 – 20 m und  H. 0,3 – 1,7 m. Die Urnengräber, die in einigen Grabhügeln als Nachbestattung und in der Nähe der Hügel gefunden wurden, datieren in die ältere vorrömische Eisenzeit.

| Lage                       | Bezeichnung | Beschreibung | ID       | Bild |
| -------------------------- | ----------- | --- | -------- | ---- |
| 53° 8′ 52″ N, 9° 12′ 25″ O | Taaken 3    | Durchmesser ca. 9 m und Höhe ca. 0,6 m. Hügelrest. Ebenmäßig gewölbt, Rand flach auslaufend. Südwest-Seite zu einem Drittel abgetragen.             | 28972457 | BW   |
| 53° 8′ 51″ N, 9° 12′ 25″ O | Taaken 4    | Durchmesser ca. 14,5 m und Höhe ca. 0,8 m. Rand im Norden deutlich abgesetzt, sonst flach auslaufend.                                               | 28972322 | BW   |
| 53° 8′ 52″ N, 9° 12′ 30″ O | Taaken 8    | Ehemals Dm. 18; zu über drei Viertel abgetragen. Im Nordwesten noch ein unförmiger Rest von ca. H. 0,4 m erhalten.                                  | 28972333 | BW   |
| 53° 8′ 52″ N, 9° 12′ 31″ O | Taaken 10   | Durchmesser ca. 12 m und Höhe ca. 1 m. Ebenmäßig gewölbt. Rand abgesetzt. Am Nord-Rand Stubbenwall, von Acker angeschnitten.                        | 28972448 | BW   |
| 53° 8′ 51″ N, 9° 12′ 30″ O | Taaken 11   | Durchmesser ca. 15,5 m und Höhe ca. 1 m. Im Westen zu ca. ein Drittel abgetragen. Ebenmäßig gewölbt. Rand flach auslaufend                          | 28972449 | BW   |
| 53° 8′ 52″ N, 9° 12′ 33″ O | Taaken 12   | Durchmesser ca. 11,5 m und Höhe ca. 1 m. Ebenmäßig gewölbt, Rand deutlich abgesetzt.                                                                | 28972450 | BW   |
| 53° 8′ 50″ N, 9° 12′ 32″ O | Taaken 14   | Durchmesser ca. 12,5 m und Höhe ca. 1 m. Ebenmäßig gewölbt. Rand im Norden deutlich abgesetzt. Im Zentrum große Eingrabung, Dm. 2 × 3 m und T. 1 m. | 28972446 | BW   |
| 53° 8′ 50″ N, 9° 12′ 30″ O | Taaken 15   | Durchmesser ca. 11 m und Höhe ca. 0,4 m. Sehr flach, Rand allmählich auslaufend. Unweit des Zentrums alte Eingrabung von ca. 1,5 × 1,5 m.           | 28972447 | BW   |
| 53° 8′ 48″ N, 9° 12′ 33″ O | Taaken 16   | Länglich-oval in Nordost-Südwest-Richtung; Dm. 21 × 16 m; H. ca. 1,1 m. Rand weit auslaufend.                                                       | 28972442 | BW   |
| 53° 8′ 48″ N, 9° 12′ 31″ O | Taaken 17   | Durchmesser ca. 10 m und Höhe ca. 0,3 m. Sehr flach, überpflügt. Rand schwach auslaufend. Im Süden grobe Pflanzfurchen in West-Ost-Richtung.        | 28972443 | BW   |

### Taaken 30
- ID:28973073
- Gruppe von fünf Grabhügeln mit Dm. 11,5 – 15,5 m, H. 0,5 – 0,9 m.

| Lage                       | Bezeichnung | Beschreibung | ID       | Bild |
| -------------------------- | ----------- | --- | -------- | ---- |
| 53° 9′ 46″ N, 9° 13′ 18″ O | Taaken 30   | Durchmesser ca. 14 m und Höhe ca. 0,6 m. Ebenmäßig gewölbt. Rand flach auslaufend. In der Mitte leichte Einsenkung.                                                                                              | 28973082 | BW   |
| 53° 9′ 47″ N, 9° 13′ 18″ O | Taaken 31   | Durchmesser ca. 14 m und Höhe ca. 0,6 m. Abgeflacht, Rand abgesetzt. Sehr unebene Oberfläche. Über die Hügelmitte in zwei Reihen von Ost nach West quadratische Abgrabungen (50 × 50 cm) im Abstand von ca. 1 m. | 28973083 | BW   |
| 53° 9′ 45″ N, 9° 13′ 22″ O | Taaken 32   | Durchmesser ca. 15,5 m und Höhe ca. 0,5 m. Schwach gewölbt, flach. Rand allmählich auslaufend. Oberfläche uneben mit flachen, verwaschenen Einsenkungen.                                                         | 28973084 | BW   |
| 53° 9′ 46″ N, 9° 13′ 24″ O | Taaken 33   | Durchmesser ca. 11,5 m und Höhe ca. 0,5 m. Rand flach auslaufend. Sehr unebene Oberfläche durch grobe Pflanzlöcher.                                                                                              | 28973085 | BW   |
| 53° 9′ 46″ N, 9° 13′ 26″ O | Taaken 34   | Durchmesser ca. 12 m und Höhe ca. 0,9 m. Rand flach auslaufend. Unebene Oberfläche durch grobe Pflanzenlöcher.                                                                                                   | 28973079 | BW   |

### Taaken 35
- ID:28973078
- Gruppe von sieben Grabhügeln mit Dm. 10 – 20 m und H. 0,5 – 1 m.

| Lage                       | Bezeichnung | Beschreibung | ID       | Bild |
| -------------------------- | ----------- | --- | -------- | ---- |
| 53° 9′ 29″ N, 9° 13′ 46″ O | Taaken 35   | Durchmesser ca. 16 m und Höhe ca. 0,6 m. Flach gewölbt, Rand flach auslaufend. Durch Pflugfurchen unebene Oberfläche. An Westseite eine Schneise, über die Südhälfte von West nach Ost Fahrspuren.                                  | 28973080 | BW   |
| 53° 9′ 30″ N, 9° 13′ 51″ O | Taaken 36   | Durchmesser ca. 14,5 m und Höhe ca. 1 m. Ebenmäßig gewölbt, Rand im Nordwesten flach auslaufend, im Nordosten und Südwesten deutlich abgesetzt. Von Südost nach Nordwest Pflugfurchen.                                              | 28973081 | BW   |
| 53° 9′ 31″ N, 9° 13′ 54″ O | Taaken 37   | Durchmesser ca. 20 m und Höhe ca. 0,8 m. Ebenmäßig gewölbt, einige alte Einsenkungen. Im Westen durch Weg angeschnitten, östliche Hälfte bei Aufforstung planiert, über sie verlaufen tiefe Fahrspuren in Nordost-Südwest-Richtung. | 28973074 | BW   |
| 53° 9′ 29″ N, 9° 13′ 54″ O | Taaken 38   | Durchmesser ca. 18 m und Höhe ca. 0,8 m. Groß, weit. Ebenmäßig gewölbt. Rand flach auslaufend. Bei Aufforstung planiert und in Nordost-Südwest-Richtung überpflügt.                                                                 | 28973075 | BW   |
| 53° 9′ 29″ N, 9° 13′ 48″ O | Taaken 45   | Durchmesser ca. 11 m und Höhe ca. 0,4 m. Schwach ebenmäßig gewölbt, Rand flach auslaufend. In Nordwest-Südost-Richtung Pflugfurchen; am südlichen Rand Fahrspuren in West-Ost-Richtung.                                             | 28973071 | BW   |
| 53° 9′ 31″ N, 9° 13′ 52″ O | Taaken 46   | Durchmesser ca. 15 m und Höhe ca. 0,7 m. Ebenmäßig gewölbt, Rand im Nordwesten flach auslaufend, sonst deutlich abgesetzt. Von Südost nach Nordwest Pflugfurchen.                                                                   | 28973072 | BW   |
| 53° 9′ 29″ N, 9° 13′ 51″ O | Taaken 59   | Durchmesser ca. 10 m und Höhe ca. 0,5 m. Annähernd rund. Einkuhlungen. | 28973077 | BW   |